# Rifampicin
Rifampicin, còn được gọi là rifampin, là một kháng sinh được sử dụng để điều trị một số loại nhiễm khuẩn, có thể kể đến như bệnh lao, phức hợp mycobacterium avium, bệnh phong và bệnh Legionnaire. Thuốc này gần như luôn luôn được sử dụng cùng với các thuốc kháng sinh khác, trừ khi được kê để ngăn ngừa bệnh Haemophilus influenzae loại b và bệnh viêm màng não cầu khuẩn ở những người đã phơi nhiễm với những vi khuẩn này. Trước khi điều trị cho một người trong một thời gian dài, nên đo các chỉ số về men gan và số lượng máu. Rifampicin có thể được đưa vào cơ thể qua đường miệng hoặc tiêm tĩnh mạch.
Các tác dụng phụ thường gặp bao gồm buồn nôn, nôn mửa, tiêu chảy và chán ăn. Rifampicin cũng thường biến nước tiểu, mồ hôi và nước mắt thành màu đỏ hoặc cam. Vấn đề về gan hoặc phản ứng dị ứng cũng có thể xảy ra. Đây là một phần trong phương pháp điều trị lao được khuyến cáo trong khi đang mang thai, dù mức độ an toàn trong thai kỳ vẫn chưa rõ ràng. Rifampicin thuộc nhóm kháng sinh rifamycin. Chúng hoạt động bằng cách ngăn chặn việc tổng hợp RNA của vi khuẩn.
Rifampicin được phát hiện vào năm 1965, được bán tại Ý vào năm 1968 và được chấp thuận tại Hoa Kỳ vào năm 1971.. Nó nằm trong danh sách các thuốc thiết yếu của Tổ chức Y tế Thế giới, tức là nhóm các loại thuốc hiệu quả và an toàn nhất cần thiết trong một hệ thống y tế. Chúng có sẵn dưới dạng thuốc gốc. Chi phí bán buôn ở các nước đang phát triển là khoảng 3,90 USD một tháng. Tại Hoa Kỳ một tháng điều trị có giá khoảng 120 USD. Rifampicin được tạo ra bởi vi khuẩn trong đất là Amycolatopsis rifamycinica.

## Sử dụng Rifampicin trong y tế

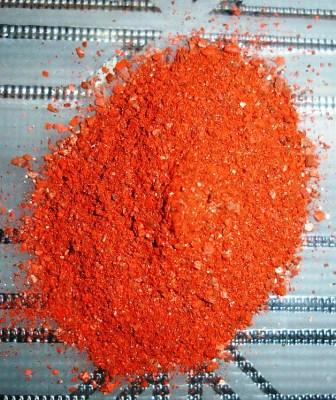
Rifampicin powder

### Mycobacteria
Rifampicin được sử dụng để điều trị bệnh lao kết hợp với các thuốc kháng sinh khác, như pyrazinamide, isoniazid, và ethambutol. ref>Organization, World Health (2010). "Treatment of tuberculosis: guidelines". ISBN 978-92-4-154783-3. {{Chú thích tạp chí}}: Chú thích magazine cần |magazine= (trợ giúp)</ref> Để điều trị bệnh lao, nó được dùng hàng ngày trong ít nhất 6 tháng. Liệu pháp kết hợp được sử dụng để ngăn chặn sự phát triển của lao kháng thuốc và rút ngắn thời gian điều trị. Sự đề kháng của Mycobacterium tuberculosis đối với rifampicin phát triển nhanh chóng khi nó được sử dụng mà không có kháng sinh khác, với ước tính của phòng thí nghiệm về tỷ lệ kháng từ 10 −7 đến 10 −10 trên mỗi vi khuẩn lao mỗi thế hệ. Rifampicin có thể được sử dụng một mình ở bệnh nhân nhiễm lao tiềm ẩn để ngăn ngừa hoặc ngăn cản kéo dài sự phát triển của bệnh vì chỉ có một số lượng nhỏ vi khuẩn có mặt. Nghuên cứu tổng quan cho thấy không có sự khác biệt về hiệu quả giữa phác đồ 3-4 tháng rifampicin và phác đồ sáu tháng isoniazid để ngăn ngừa lao hoạt động ở những bệnh nhân không nhiễm HIV, và những bệnh nhân dùng rifampicin có tỷ lệ nhiễm độc ganthấp hơn.  Tuy nhiên, chất lượng của bằng chứng được đánh giá là thấp. Một liệu trình ngắn hơn hai tháng rifampicin và pyrazinamide đã được đề nghị trước đó, nhưng không còn do tỷ lệ nhiễm độc gan cao. Nên dùng Rifampicin trên một dạ dày đang rỗng với một ly nước. Nó thường được thực hiện ít nhất một giờ trước bữa ăn hoặc hai giờ sau bữa ăn. Rifampicin cũng được sử dụng để điều trị các bệnh nhiễm trùng không do vi khuẩn lao, bao gồm bệnh phong (bệnh Hansen) và Mycobacterium kansasii. Với liệu pháp đa trị liệu được sử dụng như điều trị chuẩn của bệnh Hansen, rifampicin luôn được sử dụng kết hợp với dapsone và clofazimine để tránh gây kháng thuốc.

### Vi khuẩn và protozoa khác
Trong năm 2008 có bằng chứng dự đoán rằng rifampicin có thể hữu ích trong điều trị Staphylococcus aureus kháng methicillin (MRSA) kết hợp với các thuốc kháng sinh khác, bao gồm cả các bệnh nhiễm trùng khó điều trị như viêm tủy xương và nhiễm trùng khớp giả.  Tính đến năm 2012, vẫn không rõ liệu phối hợp rifampicin có hữu ích cho viêm tủy xương sống động. Một phân tích tổng quan kết luận rằng việc bổ sung rifampicin bổ sung vào β-lactam hoặc vancomycin có thể cải thiện kết quả trong nhiễm khuẩn cầu khuẩn aureus. Tuy nhiên, một thử nghiệm gần đây cho thấy không có lợi ích từ rifampicin bổ trợ. Nó cũng được sử dụng để điều trị dự phòng nhiễm trùng Neisseria meningitidis (viêm màng não cầu khuẩn). Rifampicin cũng được khuyến cáo như một phương pháp điều trị thay thế cho các bệnh nhiễm trùng do vi khuẩn gây bệnh Borrelia burgdorferi và Anaplasma phagocytophilum gây ra khi điều trị bằng doxycycline chống chỉ định, chẳng hạn như ở phụ nữ mang thai hoặc ở những bệnh nhân có tiền sử dị ứng với kháng sinh tetracycline. Nó cũng đôi khi được sử dụng để điều trị nhiễm trùng do các loài Listeria, Neisseria gonorrhoeae, Haemophilus influenzae và Legionella pneumophila. Đối với những chỉ định không chuẩn này, nên tiến hành thử nghiệm tính nhạy cảm kháng khuẩn (nếu có thể) trước khi bắt đầu điều trị rifampicin. Các loài Enterobacteriaceae, Acinetobacter và Pseudomonas có bản chất kháng với rifampicin. Nó đã được sử dụng với amphotericin B trong nỗ lực phần lớn không thành công để điều trị viêm não màng não do Naegleria fowleri gây ra. Rifampicin có thể được sử dụng đơn trị liệu trong vài ngày như dự phòng chống viêm màng não, nhưng kháng thuốc phát triển nhanh trong khi điều trị lâu dài các bệnh nhiễm trùng hoạt động, vì vậy thuốc luôn được sử dụng chống lại các bệnh nhiễm trùng hoạt động kết hợp với các kháng sinh khác. Rifampicin là không hiệu quả tương đối chống lại spirochetes, mà đã dẫn đến việc sử dụng nó như là một tác nhân chọn lọc có khả năng cô lập chúng trong các vật liệu được nuôi cấy trong phòng thí nghiệm.

### Virus
Rifampicin có hiệu quả chống lại virus vaccinia.

### Tính nhạy cảm với mầm bệnh
Sau đây là thông tin về nồng độ ức chế tối thiểu của rifampicin đối với một số tác nhân gây bệnh quan trọng về mặt y tế:
- Mycobacterium tuberculosis - 0,002 - 64 µg / mL
- Mycobacterium bovis - 0.125 µg / mL
- Stapylococcus aureus (kháng methicillin) - ≤0.006–256 µg / mL [26]
- Viêm phổi do Chlamydia - 0,005 µg / mL [27]

### Viêm mật đường mật chính
Rifampicin được sử dụng để điều trị ngứa do viêm đường mật tiên phát. Các tác dụng phụ liên quan đến điều trị bao gồm nhiễm độc gan, độc tính trên thận, tán huyết và tương tác với các thuốc khác.

## Tác dụng phụ của Rifampicin

### Cấu trúc hóa học
Rifampicin là một polyketide thuộc nhóm hóa học của các hợp chất có tên là ansamycins, do đó được đặt tên vì cấu trúc dị vòng của chúng có chứa một lõi napthoquinone kéo dài bởi một chuỗi aliphatic ansa. Các màu sắc napthoquinonic là những gì mang lại cho tinh thể rifampicin màu đỏ đặc trưng của nó. Các nhóm chức năng quan trọng của rifampicin liên kết ức chế RNA polymerase của vi khuẩn là bốn nhóm hydroxyl quan trọng của chuỗi ansa và vòng napthol, hình thành liên kết hydro với dư lượng amino acid trên protein.
Rifampicin là dẫn xuất 3 - (4-metyl-1-piperazinyl) -iminometyl của rifamycin SV.

### Tác dụng phụ
Tác dụng phụ nghiêm trọng nhất là độc tính với gan, và bệnh nhân nhận dùng nó thường trải qua các xét nghiệm chức năng gan thường xuyên để phát hiện tổn thương gan sớm. Các tác dụng phụ thường gặp hơn bao gồm sốt, rối loạn tiêu hóa, phát ban và phản ứng miễn dịch. Uống rifampicin thường làm biến đổi một số chất dịch cơ thể, chẳng hạn như nước tiểu, mồ hôi và nước mắt, để trở thành màu đỏ cam, một tác dụng phụ lành tính mà dù sao cũng có thể đáng sợ nếu nó không được mong đợi. Điều này cũng có thể được sử dụng để theo dõi hiệu quả hấp thụ của thuốc (nếu màu thuốc không được nhìn thấy trong nước tiểu, bệnh nhân có thể muốn di chuyển liều thuốc xa hơn trong thời gian từ thực phẩm hoặc lượng sữa). Sự đổi màu mồ hôi và nước mắt không thể nhận thấy trực tiếp, nhưng mồ hôi có thể làm cho quần áo màu cam nhạt, và nước mắt có thể nhuộm các thấu kính mềm tiếp xúc vĩnh viễn. Kể từ khi rifampicin có thể được bài tiết trong sữa mẹ, nên tránh cho con bú trong khi nó đang được thực hiện. Các tác dụng phụ khác bao gồm:
- Độc tính gan - viêm gan, suy gan trong những trường hợp nặng
- Hô hấp — khó thở
- Da - đỏ bừng, ngứa, phát ban, tăng sắc tố,[31] đỏ và chảy nước mắt
- Bụng - buồn nôn, nôn, đau bụng, tiêu chảy
- Các triệu chứng giống như cúm —chứa, sốt, nhức đầu, đau khớp và khó chịu. Rifampicin có sự thâm nhập tốt vào não, và điều này có thể giải thích trực tiếp một số tình trạng khó chịu và dysphoria ở một số ít người dùng.
- Phản ứng dị ứng - phát ban, ngứa, sưng lưỡi hoặc cổ họng, chóng mặt nặng và khó thở [32]

## Tương tác thuốc
Rifampicin là chất cảm ứng mạnh nhất được biết đến của hệ thống enzym cytochrome P450 gan, bao gồm isoenzyme CYP2B6, CYP2C8, CYP2C9, CYP2C19, CYP3A4, CYP3A5 và CYP3A7. Nó làm tăng sự trao đổi chất của nhiều loại thuốc và kết quả là, có thể làm cho chúng kém hiệu quả, hoặc thậm chí không hiệu quả, bằng cách giảm nồng độ của chúng.  Ví dụ, bệnh nhân trải qua điều trị chống đông máu lâu dài với warfarin phải tăng liều warfarin và có thời gian đông máu được kiểm tra thường xuyên vì không làm như vậy có thể dẫn đến chống đông máu không đầy đủ, dẫn đến hậu quả nghiêm trọng của huyết khối tắc mạch. Rifampicin có thể làm giảm hiệu quả của thuốc tránh thai hoặc các biện pháp tránh thai nội tiết tố khác bằng cảm ứng của hệ thống cytochrome P450, trong trường hợp thai phụ không chủ định xảy ra ở những phụ nữ sử dụng thuốc tránh thai và dùng rifampicin ngay cả đối với các liệu trình rất ngắn (ví dụ như dự phòng chống lại tiếp xúc với viêm màng não do vi khuẩn). Các tương tác khác bao gồm giảm nồng độ và ít tác dụng của thuốc kháng retrovirus, everolimus, atorvastatin, rosiglitazone, pioglitazone, celecoxib, clarithromycin, caspofungin, voriconazol và lorazepam. Rifampicin là đối kháng với tác dụng vi sinh của thuốc kháng sinh gentamicin và amikacin. Hoạt tính của rifampicin đối với một số loài vi khuẩn mycobacteria có thể được tăng cường bởi isoniazid (thông qua ức chế tổng hợp mycolate) và ambroxol (thông qua các tác động trực tiếp của ký chủ trong autophagy và dược động học).

## Cơ chế tác động của Rifampicin
Rifampicin ức chế sự tổng hợp RNA DNA phụ thuộc vào vi khuẩn bằng cách ức chế RNA polymerase phụ thuộc DNA của vi khuẩn. Cấu trúc tinh thể và dữ liệu sinh hóa cho thấy rifampicin liên kết với túi của tiểu đơn vị RNA polymerase trong kênh DNA/RNA, nhưng cách xa khu vực hoạt động. Chất ức chế ngăn chặn sự tổng hợp RNA bằng cách ngăn chặn sự kéo dài, và do đó ngăn ngừa sự tổng hợp protein của vi khuẩn chủ. Bằng cơ chế "steric-occlusion", rifampicin ngăn chặn sự tổng hợp liên kết phosphodiester thứ hai hoặc thứ ba giữa các nucleotide trong phẩn tử RNA, ngăn kéo dài 5 ' của bản sao RNA qua hơn 2 hoặc 3 nucleotide.

### Cơ chế đề kháng
Khả năng đề kháng với rifampicin phát sinh từ những đột biến làm thay đổi số lượng của vị trí gắn kết rifampicin trên RNA polymerase, dẫn đến giảm ái lực với rifampicin. Cụm I là các amino acid từ 509 đến 533, cụm II là amino acid 563 đến 572, và cụm III là amino acid 687. Khi mô tả các đột biến trong rpoB ở các loài khác, số lượng amino acid tương ứng trong E. coli thường được sử dụng. Trong Mycobacterium tuberculosis, phần lớn các đột biến dẫn đến kháng rifampicin nằm trong cụm I, trong vùng lõi điểm nóng 81bp gọi là RRDR cho "vùng xác định kháng rifampcin".  Một sự thay đổi trong amino acid 531 từ serine thành leucine phát sinh từ sự thay đổi trình tự DNA của TCG thành TTG là đột biến phổ biến nhất. Tính kháng lao cũng đã xảy ra do đột biến ở vùng N-terminal của rpoB và cluster III. Một cơ chế thay thế khác của kháng thuốc là thông qua ADP-ribosyl hóa của rifampicin. Với sự hỗ trợ của enzyme Arr được tạo ra bởi mầm bệnh  Mycobacterium smegmatis, ADP-ribose được thêm vào rifampicin tại một trong các nhóm hydroxy chuỗi ansa của nó, do đó làm bất hoạt thuốc.

### Lao kháng thuốc
Mycobacteria đề kháng đối với rifampicin có thể xảy ra một mình hoặc đề kháng với các thuốc chống lao hàng 1. Phát hiện sớm bệnh lao đa kháng thuốc là rất quan trọng trong việc cải thiện kết quả bệnh nhân bằng cách thiết lập các phương pháp điều trị thích hợp thứ hai và giảm lây truyền lao kháng thuốc.  Các phương pháp phát hiện kháng thuốc truyền thống liên quan đến nuôi cấy Mycobacterium và xét nghiệm tính nhạy cảm với thuốc, kết quả có thể mất đến 6 tuần. Xét nghiệm Xpert MTB / RIF là một xét nghiệm tự động có thể phát hiện kháng rifampicin, và cũng chẩn đoán bệnh lao. Một tổng quan Cochrane được cập nhật vào năm 2014 đã kết luận rằng để phát hiện kháng rifampicin, Xpert MTB / RIF là chính xác, đó là (95%) nhạy cảm và (98%) cụ thể.

## Dược động học
Sử dụng rifampicin đường uống dẫn đến nồng độ đỉnh trong huyết thanh trong khoảng hai đến bốn giờ. 4-Aminosalicylic acid (một loại thuốc chống lao khác) làm giảm đáng kể sự hấp thụ của rifampicin, và nồng độ đỉnh có thể thấp hơn. Nếu hai loại thuốc này phải được sử dụng đồng thời, chúng phải được cung cấp riêng biệt, với khoảng thời gian từ 8 đến 12 giờ giữa hai loại thuốc. Rifampicin dễ hấp thu qua đường tiêu hóa; nó thuộc nhóm ester, nhanh chóng thủy phân trong mật, và nó được xúc tác bởi độ pH cao và esteraza đặc hiệu. Sau khoảng sáu giờ, gần như tất cả các loại thuốc được khử acetyl. Ngay cả trong hình thức khử acetyl này, rifampicin vẫn là một kháng sinh mạnh; Tuy nhiên, nó không còn được tái hấp thu bởi ruột và được thải ra khỏi cơ thể. Chỉ có khoảng 7% thuốc được bài tiết được bài tiết không thay đổi trong nước tiểu, mặc dù loại trừ tiết niệu chỉ chiếm khoảng 30% lượng thuốc bài tiết. Khoảng 60% đến 65% được bài tiết qua phân. Các chu kỳ bán hủy của rifampicin dao động 1,5 - 5,0 giờ, mặc dù suy gan làm tăng đáng kể nó. Tiêu thụ thức ăn ức chế sự hấp thụ của nó từ đường tiêu hóa, và thuốc được loại bỏ nhanh hơn. Khi rifampicin được uống với một bữa ăn, nồng độ đỉnh trong máu của nó giảm 36%. Thuốc kháng acid không ảnh hưởng đến sự hấp thu của nó. Việc giảm hấp thu rifampicin với thức ăn đôi khi đủ để ảnh hưởng đáng kể đến màu nước tiểu, có thể được sử dụng như một dấu hiệu cho dù một liều thuốc có được hấp thụ một cách hiệu quả hay không. Sự phân bố của thuốc là cao trong cơ thể, và đạt nồng độ hiệu quả trong nhiều cơ quan và dịch cơ thể, bao gồm cả dịch não tủy. Vì bản thân chất này có màu đỏ, phân bố cao này là lý do làm cho màu đỏ cam của nước bọt, nước mắt, mồ hôi, nước tiểu và phân. Khoảng 60% đến 90% thuốc liên kết với protein huyết tương.